# Justin Bieber de A a Z
Justin Bieber de A a Z é um guia, lançado especialmente para o Brasil, pela editora Panda Books, e a autora de Karina Perin. Esse livro trará todas as informações da vida pessoal e profissional do cantor Justin Bieber.